# 正見透
正見 透（まさみ とおる）は、日本の拓務官僚。
樺太庁農林部殖民課課長などを歴任した。

## 概要
大日本帝国の拓務官僚である。樺太庁に入庁し、長年に渡って樺太庁の農林部で殖産課の課長を務めるなど、主として農政畑を歩み、殖民政策のスポークスマンの役割も果たした。樺太の漁業政策を担った岡本曉、林業政策を担った尾澤淸太郞と並び、太平洋戦争開戦前から戦中にかけ樺太の産業育成に尽力した人物として知られている。太平洋戦争終結後は、北海道の開拓にも携わった。

## 来歴
樺太庁に入庁し、農林部にて殖産課の課長に就任した。殖民課においては、殖民地の選定、区割・測量、移民、未開地の管理・処分、農業・畜産・商工業、産業組合、博覧会・競馬会・品評会、狩猟、殖民の経営・施設、地籍、土地改良、農場試験場、毛皮動物の蕃殖保護、などに関する事項を所管した。
また、樺太における農家の生活をつぶさに観察し、それを分析した結果、食生活の改革が必要だとの結論に達した。亜寒帯であり事実上稲作不可能地域である当時の樺太において、内地からの農業移民は、自らの畑で収穫した燕麦を販売して得た現金で、内地移入米や塩鮭や鶏肉を購入して食べていた。これに対して、正見は、農業移民が本来食べるべきなのは自らの畑で収穫した燕麦やじゃが芋、自らが飼い育んだ家畜の牛乳や鶏卵であり、まず食生活の改善が必要だと指摘した。正見は「その國に於て、最も經濟的に、且つ多量に生産する食物を主要食物としてゐる國が、最も繁榮する國である」という適地適作主義に基づき、農業移民は有畜農業で生産した食料を消費すべきと主張した。
ただ、当時の農業移民が内地移入米や塩鮭や鶏肉をわざわざ購入していたのは、米食志向や動物屠殺忌避といった文化的な側面が強かった。正見によれば、当時の農業移民は「米に對して極めて深き愛着心を有し、米を食はなければ生きて行かれない如き觀念を持つてゐる」「自分の所で飼つてゐた鶏でさへ、これをつぶして喰ふと云ふ様は、よく爲し得ないのみならず、甚だしいのは人道にでも反してゐるかの如く思つてゐる人がある」「多年の習慣とて止むを得ざる事とは云ひ乍ら、斯の如き觀念が未だ取られない爲に、自家産の鶏を百匁三十錢に賣つて、盬引きを百匁三十五錢で買つて來ると云ふ様な實例を往々にしてみ受ける」という状況であった。そのため、正見の主張は、農業移民に対して生活観、生命観、文明観、世界観の変革を要求する難事業であった。正見は「我が樺太は天照皇大神様が、豊葦原瑞穂の國を汝行つておさめよと云われた時、其の範圍に入つてゐなかつたかも知れぬ。米は取れないが、馬鈴薯や小麥を食つていく事が、神様の御意圖に合し又かくすることが繁榮の本であらうと思ふ」など、日本神話の天孫降臨の逸話を例に出したうえで、樺太の農家に米ではなくじゃが芋や小麦を食べるよう呼びかけた。
一方、豊原商工会議所の会頭などを歴任した実業家の太田新五郞は、樺太の豊原郡で農場経営に進出するにあたり、役畜や厩肥を使用せずに大型機械で開墾や耕作を行う方針を打ち出した。太田の提唱する「無畜機械大農」という経営方針は、樺太庁の「自作有畜小農」という開拓方針に真っ向から抗っており、のちに太田と正見の論争に発展した。樺太庁中央試験所の職員らも参戦するなど、樺太の農業の将来を巡っての熱い論争が展開された。

## 著作

### 分散執筆、寄稿、等
- 正見透稿『日本農業雑誌』11巻4号、日本農業社、1915年4月、30-38頁。全国書誌番号:00018935
- 正見透稿「獨逸の敗因と農業」『殖民公報』121号、北海道庁、1921年8月、2-7頁。全国書誌番号:00011765
- 正見透稿「堅実なる農村の建設」『樺太』2巻6号、樺太社、1930年。全国書誌番号:00004251
- 正見透稿「樺太移民に就て」『樺太』2巻7号、樺太社、1930年。全国書誌番号:00004251
- 正見透稿「庁政策に抗する二つの農業経営」『樺太』4巻11号、樺太社、1932年。全国書誌番号:00004251
- 正見透稿「太田新五郎氏の駁論を駁す」『樺太』5巻1号、樺太社、1933年。全国書誌番号:00004251
- 正見透稿「樺太に於ける甜菜糖業」『工政』196号、工政会、1936年9月、51-58頁。全国書誌番号:00007840
- 正見透稿「樺太農業建設の目標」『樺太』11巻4号、樺太社、1939年4月、10-17頁。全国書誌番号:00004251
- 正見透稿「樺太農業と南方資源」『樺太』14巻3号、樺太社、1942年3月、18-21頁。全国書誌番号:00004251
- 岡本曉・尾澤淸太郞・正見透稿「樺太打開の道を語る」『樺太』14巻3号、樺太社、1942年3月、48-59頁。全国書誌番号:00004251

### 論文
- 正見透稿「北海道農法のあり方」『農業北海道』5巻8号、北海道新聞社、1953年8月、18-20頁。NCID AN10110738
- 正見透稿「北海道農法のあり方」『農業北海道』5巻9号、北海道新聞社、1953年9月、17-19頁。NCID AN10110738
- 時任一彦・正見透稿「樺太島ポドゾル土壌の特性と農業」『地學雜誌』41巻8号、東京地学協会、1929年、490-501頁。ISSN 0022-135X

## 関連人物
- 岡本曉
- 尾澤清太郎
- 中島九郎